# 备用轮胎

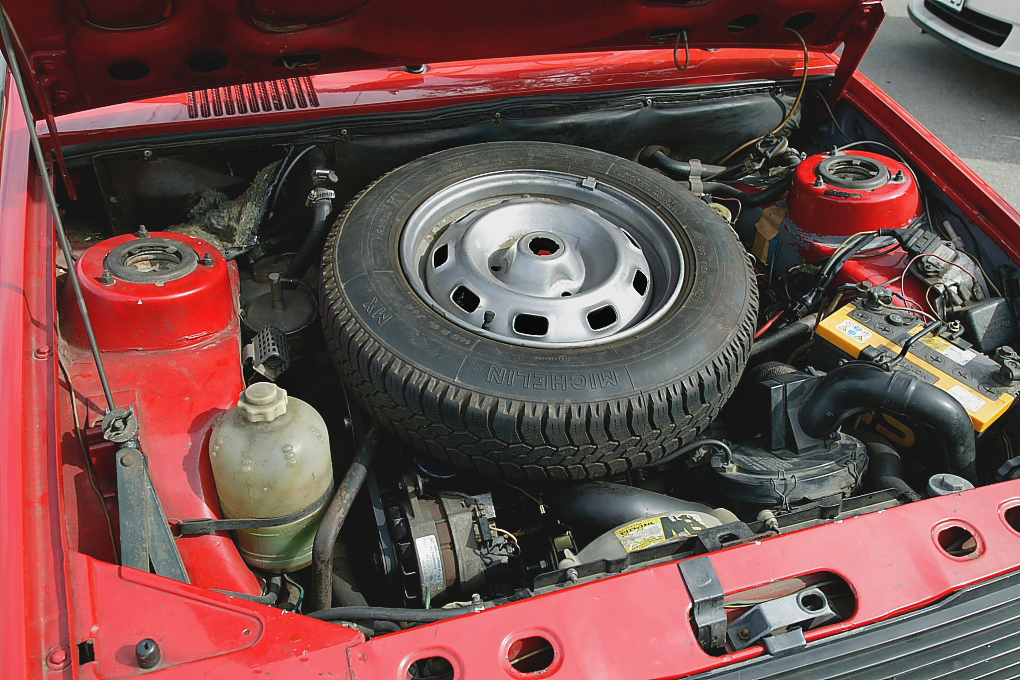
1970年代製造的雷諾14將備胎裝在引擎室內

备用轮胎，简称备胎，是机动车上闲置以供备用的轮胎。在轿车、商用車中，一般装在车身底部。在越野车、運動休旅車中则一般装在车的正后方。早期的一些車輛將備胎裝於車身側邊或引擎室裡面。
备胎的尺寸通常與使用中的輪胎一樣，一些車款為減少佔用車室空間及重量，備胎的尺吋較小，同時也有強迫車主儘快修復輪胎的用意，部份車款甚至完全不裝載備胎，而以補胎工具代替。

## 另見
- 胎壓偵測器
- 失壓續跑胎